# Закон Ципфа
Закон Ципфа («ранг — частотность») — эмпирическая закономерность распределения частотности слов естественного языка: если все слова языка (или просто достаточно длинного текста) упорядочить по убыванию частотности их использования, то частотность {\displaystyle n}-го слова в таком списке окажется приблизительно обратно пропорциональной его порядковому номеру {\displaystyle n} (так называемому рангу этого слова, см. шкала порядка). Например, второе по используемости слово встречается примерно в два раза реже, чем первое, третье — в три раза реже, чем первое, и так далее.

## История создания
Автором открытия закономерности является французский стенографист Жан-Батист Эсту, который описал её в 1908 году в работе «Диапазон стенографии». Закон был впервые применён для описания распределения размеров городов немецким физиком Феликсом Ауэрбахом в работе «Закон концентрации населения» в 1913 году и носит имя американского лингвиста Джорджа Ципфа, который в 1949 году активно популяризировал данную закономерность, впервые предложив использовать её для описания распределения экономических сил и социального статуса.
Объяснение закона Ципфа, основанное на корреляционных свойствах аддитивных марковских цепей (со ступенчатой функцией памяти) было дано в 2005 году.
Закон Ципфа математически описывается распределением Парето. Является одним из базовых законов, используемых в инфометрии.

## Приложения закона
Джордж Ципф в 1949 году впервые показал распределение доходов людей по их размерам: самый богатый человек имеет вдвое больше денег, чем следующий богач, и так далее. Это утверждение оказалось справедливым для ряда стран (Англия, Франция, Дания, Голландия, Финляндия, Германия, США) в период с 1926 по 1936 год.
Этот закон также работает в отношении распределения городской системы: город с самым большим населением в любой стране в два раза больше, чем следующий по размеру город, и так далее. Если расположить все города некоторой страны в списке в порядке убывания численности населения, то каждому городу можно приписать некоторый ранг, то есть номер, который он получает в данном списке. При этом численность населения и ранг подчиняются простой закономерности, выражаемой формулой:
{\displaystyle P_{n}={\frac {P_{1}}{n}}},
где {\displaystyle P_{n}} — население города {\displaystyle n}-го ранга; {\displaystyle P_{1}} — население главного города страны (1-го ранга).
Эмпирические исследования подтверждают данное утверждение.
В 1999 году экономист Ксавье Габэ описал закон Ципфа как пример степенного закона: если города будут расти случайным образом с одинаковым среднеквадратичным отклонением, то в пределе распределение будет сводиться к закону Ципфа.
Согласно выводам исследователей по отношению к городскому расселению в Российской Федерации, в соответствии с законом Ципфа:
- большинство городов России лежит выше идеальной кривой Ципфа, поэтому ожидаемая тенденция — продолжение сокращения численности и людности средних и малых городов за счёт миграции в крупные города;
- соответственно 7 городов-миллионников (Санкт-Петербург, Новосибирск, Екатеринбург, Нижний Новгород, Казань, Челябинск, Омск), находящиеся ниже идеальной кривой Ципфа, имеют существенный резерв роста населения и ожидают прирост населения;
- существуют риски депопуляции первого города в ранге (Москвы), поскольку второй город (Санкт-Петербург) и последующие крупные города сильно отстают от идеальной кривой Ципфа в связи со снижением спроса на рабочую силу при одновременном росте стоимости проживания, включая, прежде всего, стоимость покупки и аренды жилья.

## Критика
Американский специалист по биоинформатике Вэньтянь Ли предложил статистическое объяснение закона Ципфа, доказав, что случайная последовательность символов также подчиняется этому закону. Автор делает вывод, что закон Ципфа, по-видимому, является чисто статистическим феноменом, который не имеет отношения к семантике текста и имеет поверхностное отношение к лингвистике.
В общих чертах доказательство этой теории состоит в следующем. Вероятность случайного появления какого-либо слова длиной {\displaystyle n} в цепочке случайных символов уменьшается с ростом {\displaystyle n} в той же пропорции, в какой растёт при этом ранг этого слова в частотном списке (порядковой шкале). Потому произведение ранга слова на его частотность есть константа.